# Шварц, Теодор
Адольф Филипп Теодор Шварц (нем. Theodor Schwarz; 1 сентября 1777, Вик, Рюген, Шведская Померания — 10 февраля 1850, Вик, Прусская Померания) — немецкий богослов, лютеранский священник и писатель
. Доктор богословия.

## Биография

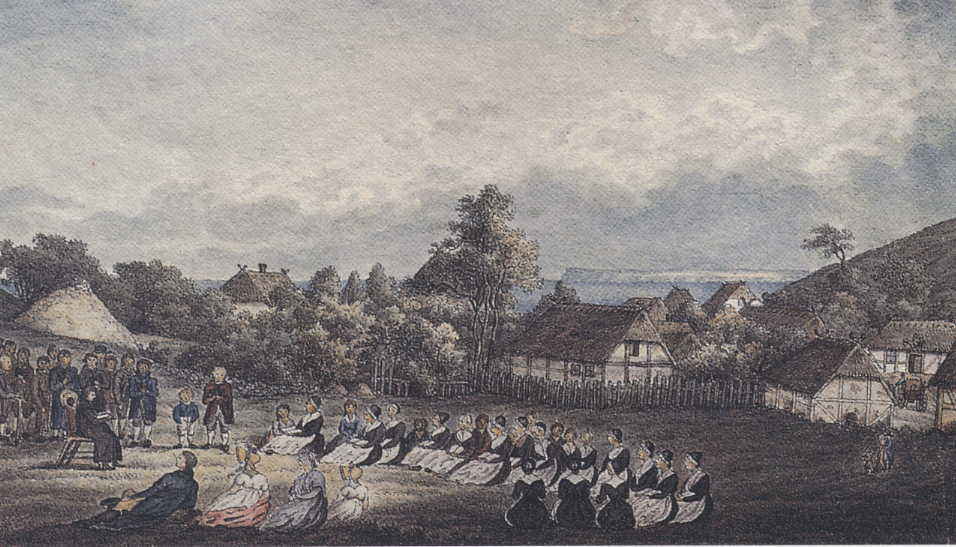
Береговая проповедь Т.Шварца

Сын священника. С 1798 года обучался в Йенском университете, где слушал лекции Иоганна Готлиба Фихте, Фридриха Вильгельма Йозефа Шеллинга, Иоганна Якоба Грисбаха и Фридриха Шиллера.
В 1800 году совершил путешествие в Саксонскую Швейцарию и Дрезден, где встретился с Каспаром Давидом Фридрихом. В 1801 году вернулся в Рюген и помогал отцу в церковном приходе. После этого несколько лет работал репетитором в Сконе и Стокгольме, а после смерти отца в 1814 году принял на себя приходские обязанности священника. В 1834 году получил степень доктора богословия .

## Творчество
Писал под псевдонимами Sylvester и Theodor Melas, автор ряда рассказов, романов и духовно-поучительных произведений.

## Избранная библиография
- Das Wesen des heiligen Abendmahls. 1825.
- Ueber religiöse Erziehung. 1834.
- Erwin von Steinbach. Roman, 3 т., 1834.
- Joseph Sannazar. 1837.
- Das gebrochene Wagenrad. 1836—1844.
- Hymnen an den Tod. 1840.
- Parabeln. 1840
- Der warnende Hausgeist, eine schwedische Prediger-Idylle. 1846.
- Der Pantheist.: ein episches Idyll, Leipzig 1846
- Letzte Worte an seine Gemeinde. 1849.